# Juan Carlos Onetti Borges
Juan Carlos Onetti Borges (Montevideo, 1 de juliol, 1909 - Madrid, 30 de maig, 1994) fou un escriptor i periodista uruguaià i una de les personalitats més destacades de la literatura en castellà de la segona meitat del segle xx. Va ser un dels pares de la nova novel·la llatinoamericana.

## Biografia
Era fill de Carlos Onetti i d'Honoria Borges, i va tenir dos germans, un més gran que ell, Raúl, i una germana menor, Raquel. El 1930 es va casar amb la seva cosina, María Amalia Onetti. Al març del mateix any la parella va viatjar cap a Buenos Aires, la seva nova residència. El 16 de juny de 1931 va néixer el seu primer fill: Jorge Onetti Onetti Borges, també escriptor, mort el 1998.
El 1933 es va separar de la seva dona i un any més tard, a Montevideo, torna a contraure matrimoni, ara amb la germana de María Amalia, María Julia Onetti. El 1939 és nomenat secretari de redacció del periòdic Marcha, càrrec que va ocupar fins al 1941, quan va començar a treballar a l'agència de notícies Reuters. Aquest mateix any, conservant l'ocupació a Reuters, va viatjar novament a Buenos Aires, on va romandre fins al 1955.
Va treballar com a secretari de redacció de les revistes Vea y Lea i Ímpetu. El 1945 es va casar amb l'holandesa Elizabeth María Pekelharing. El 26 de juliol de 1949 va néixer la seva filla Isabel María (Litti).
Tingué una relació amorosa amb la poeta Idea Vilariño, a qui va conèixer el 1950, que fou important per als dos. A ella dedicà la seva novel·la Los Adioses.
El 1955 va retornar a Montevideo i va començar a treballar al periòdic Acción; va contraure matrimoni per quarta vegada, amb la jove argentina d'ascendència alemanya Dorothea Muhr (Dolly). Va ser empresonat el 1974, durant la dictadura de Juan María Bordaberry Arocena, i el poeta espanyol Félix Grande, llavors director de Cuadernos Hispanoamericanos, va recollir signatures per aconseguir l'alliberament d'Onetti. L'any següent va viatjar a Espanya amb la seva dona, convidat per l'Institut de Cultura Hispànica de Madrid, ciutat en la qual finalment va fixar la seva residència.
Quan el 1985 la democràcia retorna a l'Uruguai, el president electe, Julio María Sanguinetti Coirolo, el va convidar a la cerimònia de presa de possessió del nou govern; l'escriptor va agrair la invitació però va decidir romandre a Madrid. Onetti va morir el 30 de maig de 1994, en una clínica de la capital espanyola, ciutat en què va viure dinou anys, dels quals va passar enclaustrat els últims cinc anys, sense sortir pràcticament del seu llit.

## Activitat literària
La primera obra que va publicar fou el conte Avenida de Mayo-Diagonal-Avenida de Mayo l'1 de gener de 1933 a La Prensa (Argentina). Després, entre 1935 i 1936, a La Nación de Buenos Aires apareixen altres dos contes més El obstáculo i El posible Baldi. D'aquella època són el relat Los niños en el bosque i la novel·la Tiempos de abrazar, que no seran publicats fins al 1974.
El 1939 veu la llum la seva primera novel·la El pozo. En aquests anys publica articles i contes policíacs amb els pseudònims de Periquito el Aguador, Groucho Marx i Pierre Regy. La novel·la Tierra de nadie, publicada a Losada (Buenos Aires) el 1941, obté el segon lloc en el concurs Ricardo Güiraldes. Aquest mateix any La Nación publica Un sueño realizado, considerat el seu primer conte important. En els propers anys apareixen la novel·la Para esta noche i una sèrie de contes en La Nación, entre els quals destaca La casa en la arena (1949), per ser el qual dona inici al món de la seva ciutat de Santa María, que desenvoluparà en la novel·la La vida breve, publicada el 1950. Precisament en aquesta ciutat mítica transcorrerà l'acció de la gran majoria de les seves noves novel·les i contes. El 1993 va publicar la seva última novel·la, Cuando ya no importe, considerada una espècie de testament literari.

L'escriptora uruguaiana Cristina Peri Rossi, considera que Onetti és "un dels pocs existencialistes en llengua castellana". Mario Vargas Llosa, que prepara un assaig sobre Onetti, va dir en una entrevista a l'agència AFP el maig de 2008 que: 
| « | és un dels grans escriptors moderns, i no només d'Amèrica Llatina. No ha obtingut el reconeixement que mereix com un dels autors més originals i personals, que va introduir sobretot la modernitat en el món de la literatura narrativa. El seu món és un món més aviat pessimista, carregat de negacions, això fa que no arribi a un públic molt vast... | » |

 Amb anterioritat Vargas Llosa havia comentat que Onetti "és un escriptor enormement original, coherent; el seu món és un univers d'un pessimisme que supera gràcies a la literatura".

## Reconeixements
Juan Carlos Onetti va rebre nombrosos premis al llarg de la seva vida, entre els quals destaquen el Premi Nacional de Literatura de l'Uruguai (el rep el 1962 pel bienni 1959/1960), el Premi Cervantes (1980), el Gran Premi Nacional de Literatura de l'Uruguai (1985), el Premi de la Unió Llatina de Literatura (1990) i el Gran Premi Rodó a la tasca intel·lectual, de la Intendència Municipal de Montevideo (1991).
El 1972 va ser escollit com el millor narrador uruguaià dels últims 50 anys en una enquesta duta a terme per Marcha, en la qual van participar escriptors de diferents generacions.
El 1980 va ser proposat pel Pen Club Llatinoamericà com candidat al Premi Nobel de Literatura.

## Obres
- El pozo, 1939.
- Tierra de nadie, 1941.
- Para esta noche, 1943.
- La vida breve, 1950.
- Los adioses 1954.
- Para una tumba sin nombre, 1959.
- La cara de la desgracia, 1960.
- El astillero, 1961.
- El infierno tan temido y otros cuentos, 1962. (Adaptació cinematogràfica el infierno tan temido
- Juntacadáveres, 1964.
- La muerte y la niña, 1973.
- Tiempo de abrazar, 1974.
- Dejemos hablar al viento, 1979.
- Presencia y otros cuentos, 1986.
- Cuando entonces, 1987.
- Cuando ya no importe, 1993.